# BMW Z4
El BMW Z4 és un automòbil esportiu produït pel fabricant alemany BMW, successor del BMW Z3. Va ser llançat al mercat a la tardor de 2002 i la seua producció es va iniciar en el 2003.
Està disponible en carrosseries cupè i descapotable, amb un motor de gasolina quatre cilindres en línia de 2.0 litres de cilindrada i 150 CV de potència màxima, o sis cilindres de 2.2 litres i 170 CV, 2.5 litres i 192 CV, i 3.0 litres i 265 CV, tots ells amb injecció de combustible. Existeix amb caixes del canvi manuals i automàtiques de cinc i sis velocitats.
Possiblement isca una versió en 2009 de 306 CV usant el motor de 6 cilindres en línia bi-turbo del 135i i el 335i, i altra amb un motor V8 de l'M3 solament per a la variant Z4 M.
La seua carrosseria cupè té el codi I86 i I85 al convertible.